# Michał Godecki

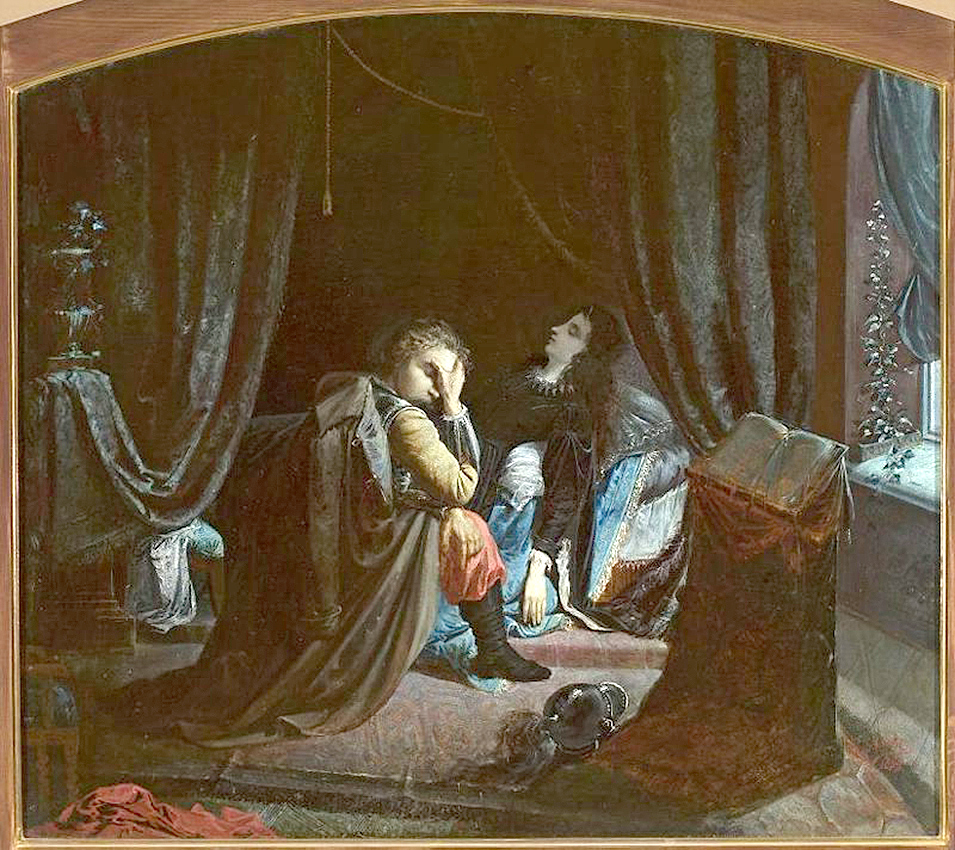
Śmierć Marii

Michał Godecki (ur. 1843 w Warszawie, zm. 4 lipca 1872 tamże) – polski malarz.
Był synem malarza Michała Godeckiego (1802–1879) i bratem rzeźbiarza Teofila Godeckiego (1847–1918)
Studia malarskie rozpoczął w warszawskiej Szkole Sztuk Pięknych, którą ukończył z wyróżnieniem.
Uczestniczył w powstaniu styczniowym.
16 marca 1863 rozpoczął studia na Królewskiej Akademii Sztuk Pięknych w Monachium w klasie malarstwa antycznego Alexandra Strähubera (1814–1882) i kontynuował studia u Hermanna Anschütza (1802–1880). Powrócił do Warszawy około roku 1867. Zajmował się malarstwem   portretowym, rodzajowym i historycznym. Zmarł w wieku 29 lat. Jego obrazy znajdują się w Muzeach Narodowych Warszawy i Krakowa.